# پنتاکس کی-۵
پنتاکس کی-۵ (به انگلیسی: Pentax K-5) یک دوربین عکاسی ساخت شرکت پنتاکس است.